# Sankt Andrä (Gemeinde Prägraten am Großvenediger)
Sankt Andrä ist eine Fraktion und der Hauptort der Gemeinde Prägraten am Großvenediger. Die Ortschaft wurde am 1. Jänner 2024 von 601 Personen bewohnt.

## Geographie
Sankt Andrä liegt im hinteren Teil des Virgentales zwischen den Orten Bichl im Westen und Wallhorn im Osten. Die Virgentalstraße (L24) führt dabei südlich durch den Ort und bindet ihn an die Nachbargemeinde Virgen sowie an Matrei in Osttirol an. Zu Sankt Andrä zählt die Statistik Austria neben dem Dorf Sankt Andrä auch die Einzelhöfe Blusen und Losach.
Die Häuser des Dorfes gruppieren sich in 1309 Metern Höhe unweit verstreut um die Pfarrkirche der Gemeinde, wobei das Dorf 2001 aus insgesamt 153 Gebäuden bestand. Davon wiesen 128 der Gebäude mindestens einen Hauptwohnsitz auf, insgesamt gab es 2001 192 Wohnungen in Sankt Andrä. Des Weiteren wies der Ort 31 Arbeitsstätten und 55 land- und forstwirtschaftliche Betriebe auf.
Durch St. Andrä fließen drei Bäche. Der Bretterwandbach durchquert das Ortszentrum im Westen, der Timmelbach fließt im Osten von St. Andrä. Zudem befindet sich die Mündung des Winkeltalbachs in den Timmelbach im äußersten Osten von St. Andrä.

## Geschichte
Sankt Andrä bestand 1869 aus 47 Häusern, die von 377 Menschen bewohnt wurden. 1890 umfasste der Ort 46 Häuser und 335 Einwohner. Bis zur Volkszählung 1923 war zwar die Zahl der Häuser auf 57 angewachsen, gleichzeitig war die Einwohnerzahl mit 328 Personen praktisch stagniert. Nach dem Zweiten Weltkrieg bestand das Dorf Sankt Andrä aus 51 Häusern mit 356 Einwohnern, wobei das Österreichische Statistische Zentralamt (heute: Statistik Austria) zu jener Zeit neben dem Dorf Sankt Andrä erstmals auch die Fraktion Sankt Andrä aufführte, die aus 67 Häusern mit einer Bevölkerung von 469 Einwohnern bestand. Neben Sankt Andrä wies die Volkszählung auch die Weiler Bichl und Gritzach, die „Zerstreuten Häuser“ Frösach und Losach-Blusen sowie Großstein als Teil der Fraktion Sankt Andrä aus. 1961 wies das Österreichische Statistische Zentralamt Bichl und Frößach bereits getrennt von Sankt Andrä aus, wobei in diesem Jahr 66 Häuser und 472 Einwohner zur Fraktion Sankt Andrä gezählt wurden. Das Dorf Sankt Andrä umfasste dabei zu diesem Zeitpunkt 58 Häuser und 406 Einwohner. 1971 lebten 563 Menschen im Dorf Sankt Andrä und 563 in der Fraktion, 1981 waren es 539 bzw. 596 Menschen. 1991 lebten 605 Personen in der Fraktion.

## Kultur und Sehenswürdigkeiten

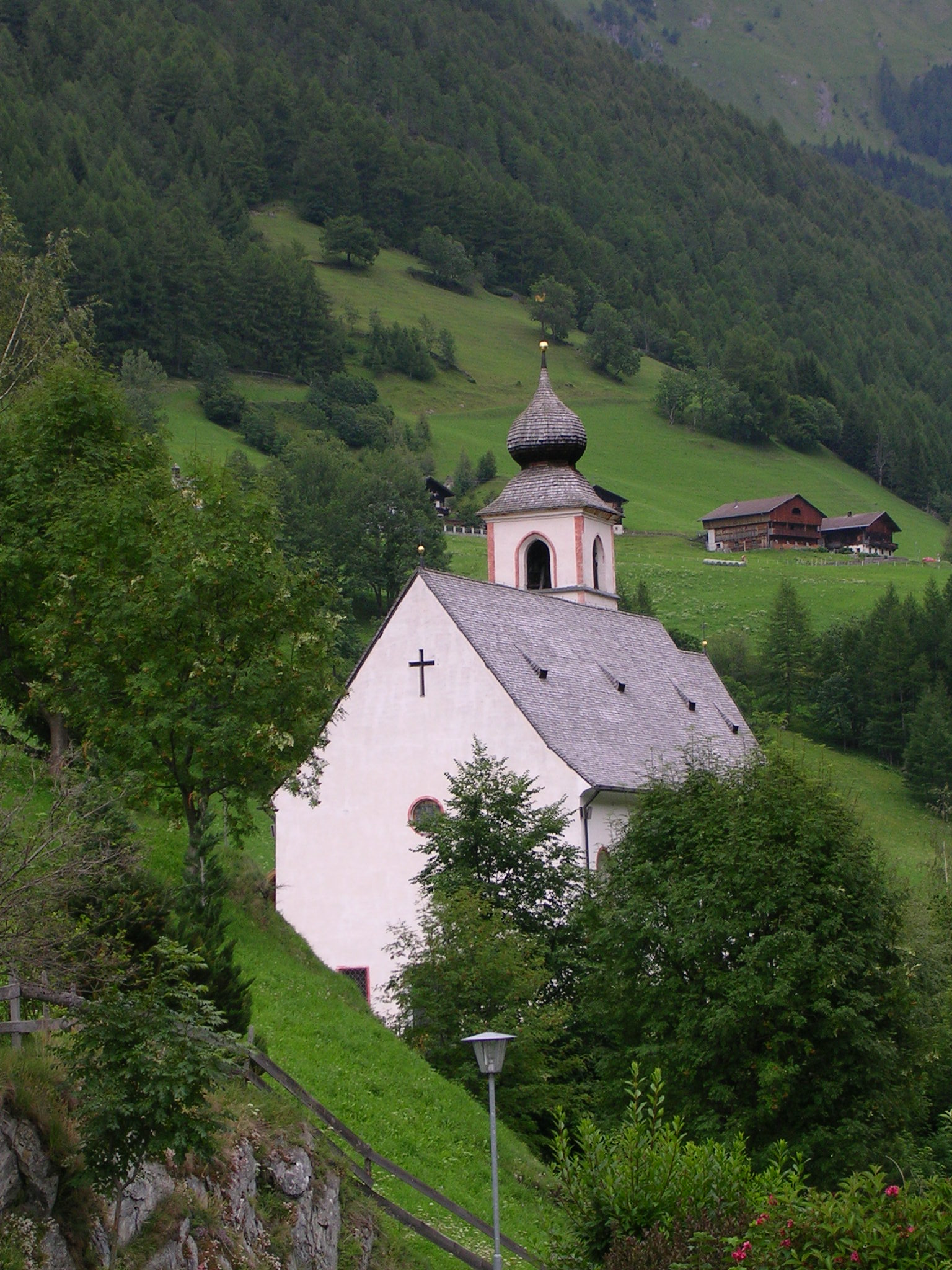
Pfarrkirche Prägraten

In Sankt Andrä liegen drei denkmalgeschützte Objekte. Die Pfarrkirche Sankt Andrä geht auf eine Kapelle zurück, die bereits im 15. Jahrhundert existierte. Zu Beginn des 16. Jahrhunderts wurde sie erweitert und 1516 neu geweiht. Das Bevölkerungswachstum machte weitere Verlängerungen des Langhauses im 19. und 20. Jahrhundert notwendig. Kennzeichnend für die Prägratner Pfarrkirche ist ein eingezogener Chor, das steile Satteldach und ein im Kern gotischer Nordturm mit spitzbogigen Schallfenstern und Zwiebelhaube. Beim Bildstock Roaner handelt es sich um einen Pfeilerbildstock mit geschwungenem Rundgiebel. Er verfügt über eine schmiedeeisenvergitterte Rundbogennische und eine Figur des heiligen Johannes von Nepomuk in Anbetung des Kreuzes aus der zweiten Hälfte des 18. Jahrhunderts. Des Weiteren steht der Bildstock des hl. Stephanus, ein gotisierende Pfeilerbildstock aus dem 19. Jahrhundert mit hölzerner Figur des heiligen Stephanus unter Denkmalschutz.
In Sankt Andrä befinden sich darüber hinaus das Gemeindeamt von Prägraten am Großvenediger, die Antoniuskapelle, die Klostererkapelle sowie zahlreiche Weg- und Hauskreuze.